# Cornelius Vanderbilt II House
La casa de Cornelius Vanderbilt II fue una gran mansión construida en 1883 en 1 West 57th Street en Manhattan, Nueva York . Ocupaba la fachada a lo largo del lado oeste de la Quinta Avenida desde West 57th Street hasta West 58th Street en Grand Army Plaza. La casa se vendió en 1926 y fue demolida para dar paso a los grandes almacenes Bergdorf Goodman.

## Diseño e historia
La mansiòn estilo château, que ocupaba la esquina noroeste de la Quinta Avenida y la Calle 57 Oeste, fue construida en 1883 para Cornelius Vanderbilt II, el nieto mayor del comodoro Cornelius Vanderbilt, fundador de la fortuna familiar. El nivel del suelo contenía una sala de estar, un comedor (que también hacía las veces de galería de arte) y una sala de recepción. El segundo piso albergaba un salón, una sala de música y un invernadero, mientras que las habitaciones familiares estaban en los pisos restantes.
Cornelius, sintiendo que otros estaban tratando de superar su casa, compró toda la propiedad en la cuadra de la Quinta Avenida. Luego contrató a George B. Post y Richard Morris Hunt para construir una mansión mucho más grande, llenando todo el frente de la cuadra. Los interiores fueron realizados por la firma de diseño francesa Jules Allard and Sons, con muchas piezas de la casa importadas de Europa.
La casa tenía seis pisos de altura, sin incluir el sótano, y también tenía un establo y un jardín privado al lado. El primer piso presentaba un vestíbulo de entrada de piedra de Caen de cinco pisos, que conducía a la biblioteca, un pequeño salón, un gran salón, una sala de acuarelas, un salón de baile de dos pisos y un comedor de dos pisos que funcionaba como galería de arte. También en el primer piso había una sala de fumadores de dos pisos de inspiración morisca, un estudio, una oficina, una sala de desayunos y una despensa. En el segundo piso estaban el dormitorio, tocador, baño, armario y vestidor de la señora Vanderbilt. El dormitorio del señor Vanderbilt también estaba en el segundo piso, así como su baño, vestidor, armario y estudio privado.
La mansión fue, y sigue siendo, la residencia privada más grande jamás construida en la ciudad de Nueva York. Trece años después de mudarse a su nuevo hogar (también vivía en The Breakers, una "cabaña" de verano de 11 612 m² en Newport), Cornelius sufrió un derrame cerebral que lo dejó confinado a una silla de ruedas durante los tres años restantes de su vida. En su testamento, dejó a su esposa Alice Claypoole Vanderbilt un fondo fiduciario de 7 millones de dólares y el uso de 1 West 57th Street y The Breakers.
Después de la muerte de Cornelius, Alice nunca se volvió a casar y continuó viviendo en la mansión y en Newport. Sin embargo, la casa nunca volvió a abrirse a amigos e invitados, y los únicos eventos que se sabe que sucedieron allí fueron los funerales de sus dos hijos. Posteriormente, solo estaban Alice y los 37 sirvientes necesarios para administrar la mansión. Al igual que con el resto de las residencias señoriales de la Quinta Avenida, la mansión del número 1 de West 57th Street comenzó a ser rodeada por rascacielos comerciales, pero Alice permaneció.
El fondo fiduciario que Cornelius le había dejado a su esposa producía un ingreso anual de 250 000 dólares, que era suficiente para mantener ambas casas. Alice aguantó tanto como pudo, pero se vio obligada a venderlo en 1926. No tenía esperanzas de preservar la casa porque sabía que los desarrolladores, Braisted Realty Corporation (liderada por el desarrollador de bienes raíces Frederick Brown), había pagado 7 millones de dólares por el terreno, y no por la casa que estaba en él.
Una semana antes de que la bola de demolición estuviera programada para demoler la casa de 43 años, la Sra. Vanderbilt dispuso que se abriera al público por cincuenta centavos de entrada, que serían donados a la caridad. Antes de vender, donó tantos elementos de los interiores como pudo, incluida la chimenea diseñada por el barón Augustus Saint-Gaudens y la pieza de techo morisco de la sala de fumadores. También donó las puertas de entrada de metal de 10 pies de altura.
Una vez que la mansión fue demolida, fue reemplazada por los grandes almacenes Bergdorf Goodman. Después de vender la casa por 7 millones de dólares, compró la casa de George J. Gould por 800 000 dólares.

## Algunos elementos

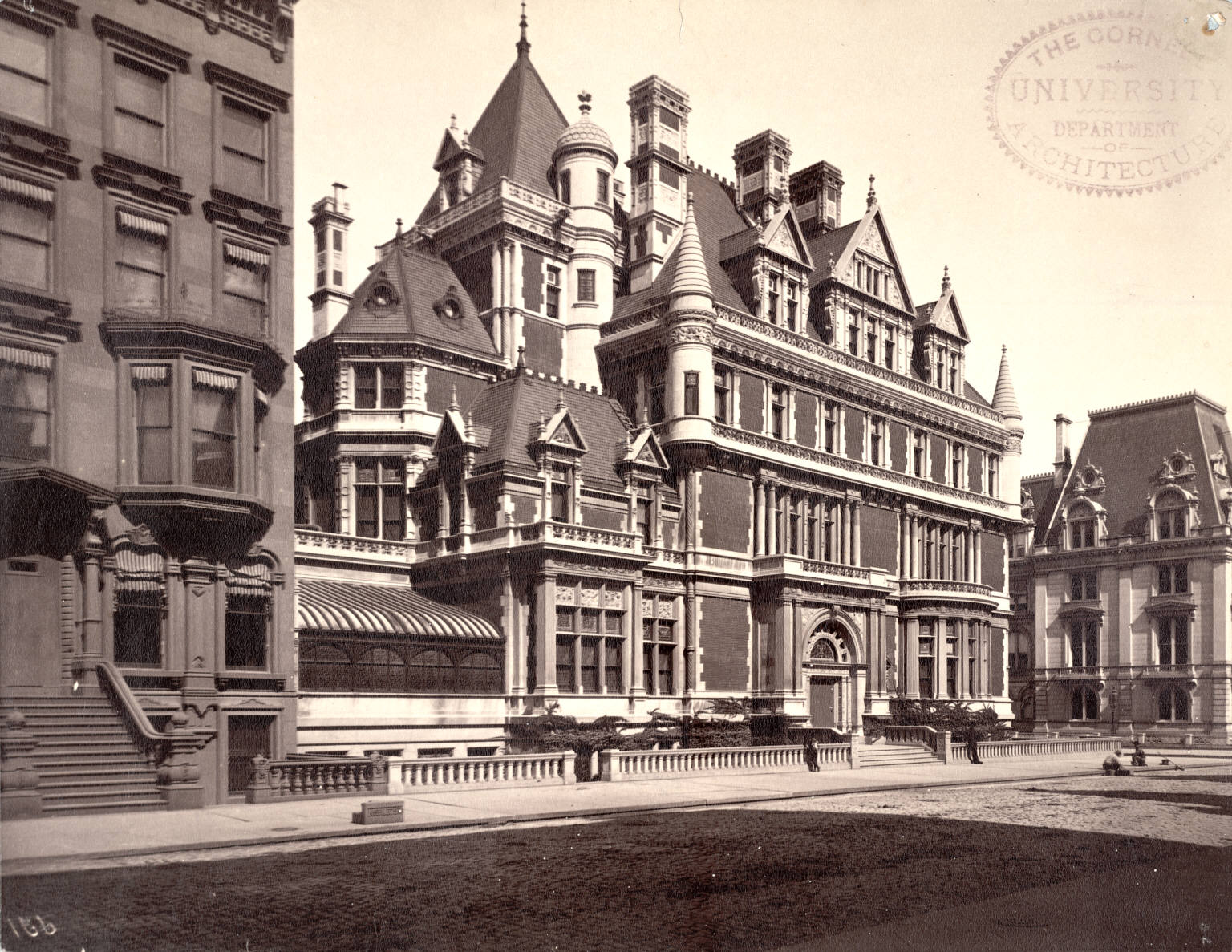
Fachada trasera de la mansión en la Calle 57.
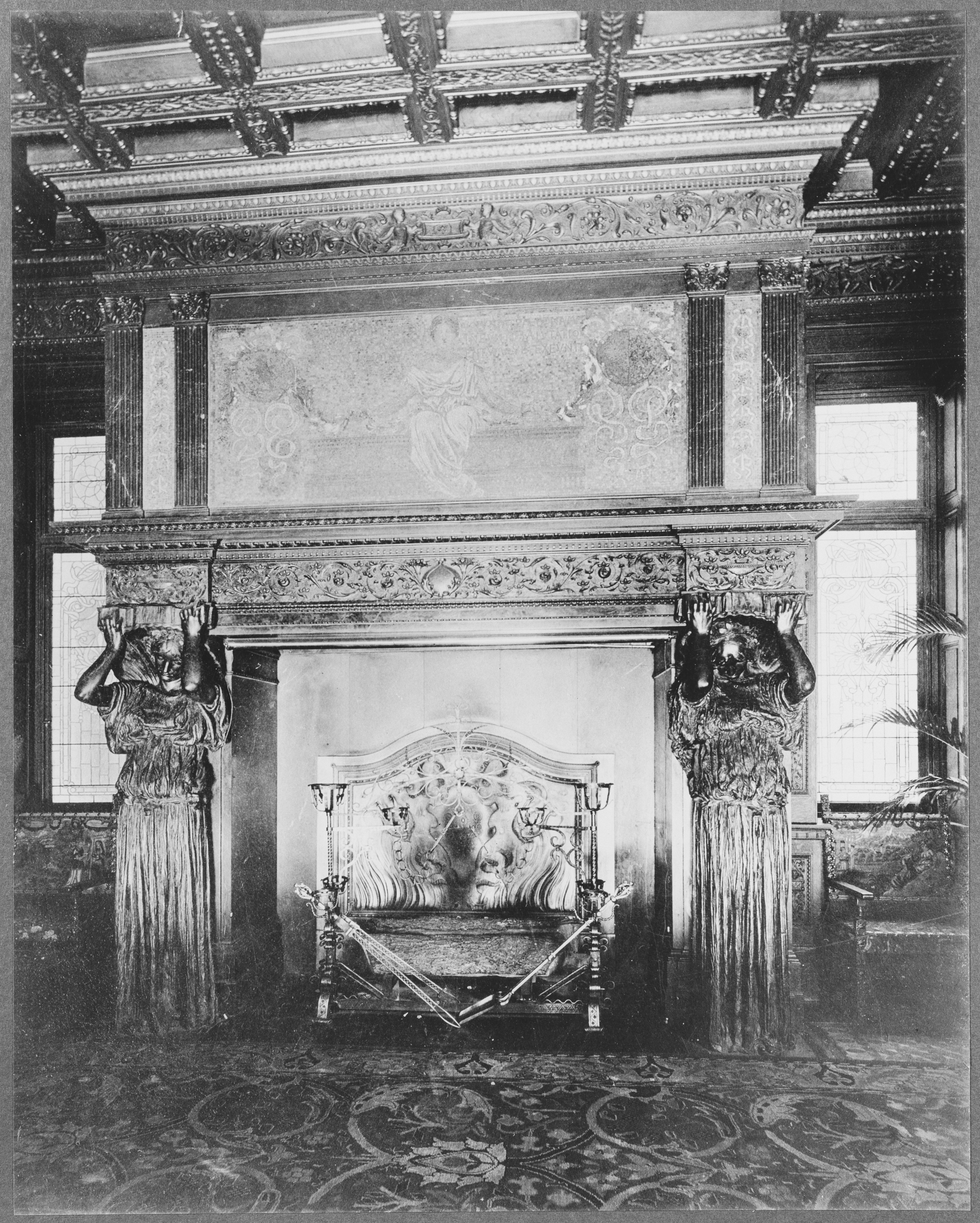
Chimenea con cariátides a tamaño natural de Augustus Saint-Gaudens.
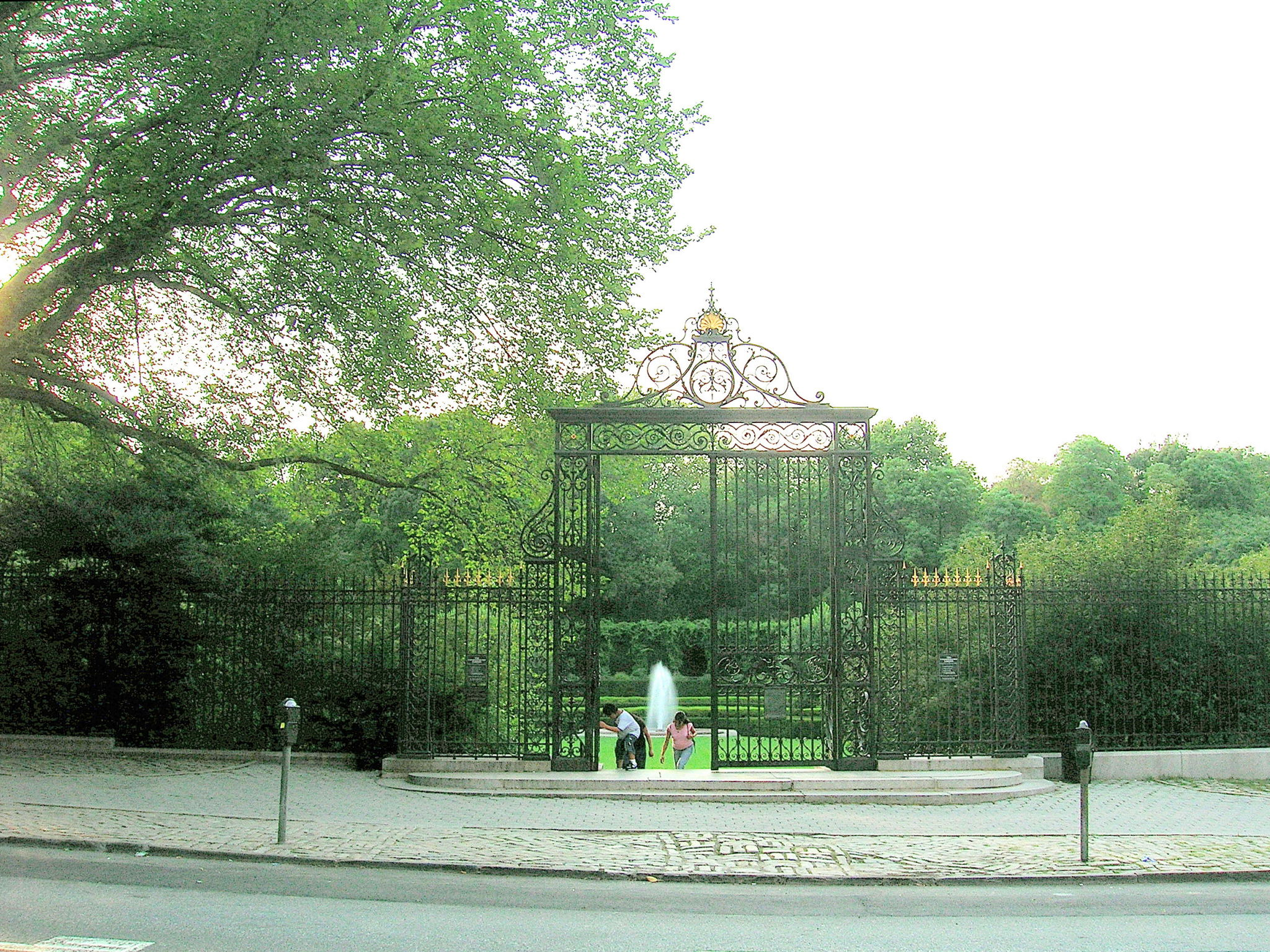
Antigua puerta de entrada, ahora el 105 Street del Central Park.